# Estação Yunlin
Yunlin (chinês: 雲林, pinyin: Yúnlín) é uma estação ferroviária em Huwei, no condado de Yunlin que é servida pela ferrovia de alta velocidade de Taiwan.
A estação foi aberta em 1º de dezembro de 2015. Em março de 2011, três estradas que iriam servir a estação foram canceladas por causa de uma subsidência na terra, provavelmente por causa de uso excessivo de aquíferos.